# Hans Leo Hassler

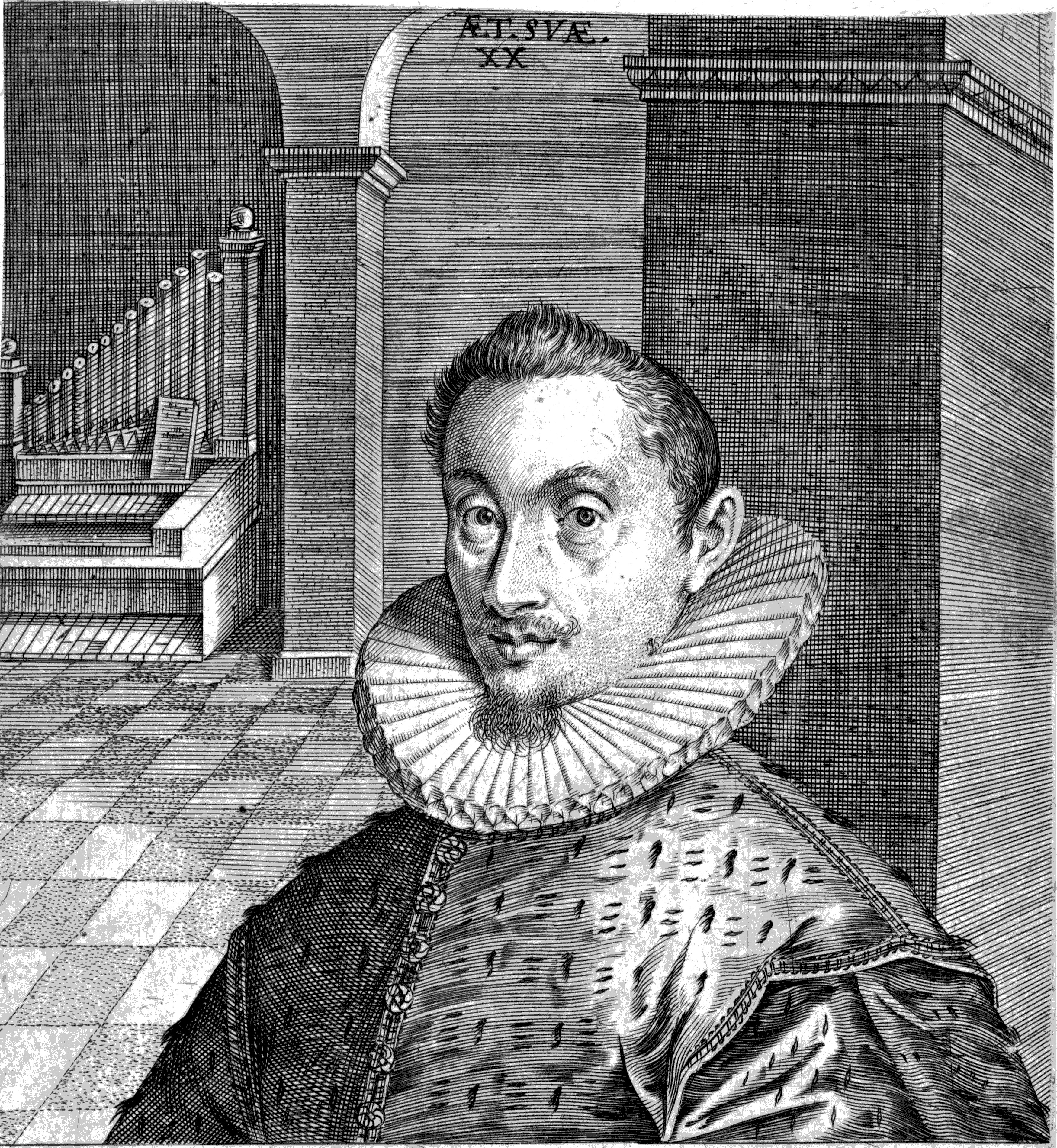
Hans Leo Hassler

Hans Leo Hassler von Roseneck (Neurenberg, 26 oktober 1564 — Frankfurt am Main, 8 juni 1612), soms als Hans Leo Haßler of Hasler geschreven, was een Duits componist uit de Renaissance, vooral bekend om zijn chansons.
Hassler was de zoon van organist Isaak Hassler. Hij werd tijdens zijn jeugd in Neurenberg sterk beïnvloed door de muziek van Orlandus Lassus, die in Duitsland zeer populair was. In 1584 trok hij naar Venetië om er in de leer te gaan bij Andrea Gabrieli; zijn latere werk toonde dan ook Italiaanse invloeden, en vele van zijn liederen waren in het Italiaans. Daar Gabrieli zelf nog een leerling van Lassus was geweest, werd de chansonstijl in Hassler nog versterkt. Hij inspireerde zich op het canzonetta, en componeerde daarnaast in de meerkorige stijl, waarmee hij een voorloper van Schütz was. Bij zijn terugkomst in Duitsland ging Hassler in dienst bij een bankiersfamilie in Augsburg, waar hij snel nationaal bekend werd. Tot 1601 verbleef hij nog te Augsburg, ondanks een aanbod van Moritz, landgraaf van Hessen, de mecenas-componist uit Kassel. Ondertussen verhief keizer Rudolf II hem in de adelstand op grond van zijn muzikale merites. Toen hij in 1601 naar Neurenberg terugkeerde, werd hij er tot Oberkapellmeister benoemd en officieel als hofdienaar van de keizer aangenomen. Hij huwde in Ulm in 1604 en was nog een paar jaar in dienst van de keurvorst van Saksen, eerst Christiaan II en later Johan George I. In 1612 stierf hij aan tuberculose, terwijl hij Johan George vergezelde in Frankfurt voor de verkiezing van de nieuwe keizer.
Hasslers werk vertoont sterk de invloed van het Italiaanse madrigaal, maar bouwt eveneens voort op de traditie van Lassus. Hij componeerde redelijk wat muziek (klavierwerken al meer dan 110: zoals 29 canzona's, 24 ricercares, 16 toccata's) en wat hij naliet, is van een uitzonderlijke kwaliteit en erg gevarieerd. Naast profane en religieuze meerstemmige liederen en psalmen, in het Duits en Italiaans, schreef hij een aantal instrumentale werken, veelal voor koperblazers. Hij was protestant, maar werd als componist ook door katholieken hoog in het vaandel gedragen. Het belang van Hassler zit hoofdzakelijk in zijn bemiddelende functie tussen de Duitse liedstijl en Italiaanse canzonette; hij effende de weg voor de vroege Duitse Barokmuziek.
Bekende liederen van Hassler zijn onder meer Tanzen und springen, Herzlieb zu dir allein, Ach Weh des Leiden, Vivan sempre i pastori en Auß tieffer Noth. Het beroemdst is waarschijnlijk Mein Gmüth ist mir verwirret; deze melodie werd door Johann Crüger gekopieerd en vervolgens door Bach gebruikt, als basis voor de koraal O Haupt voll Blut und Wunden uit diens Mattheuspassie.
Het werk van Hassler, ofschoon beperkt, geldt als behorende tot het belangrijkste Duitse Renaissancerepertoire.
- Bibsys: 98000883
- Biblioteca Nacional de España: XX878359
- Bibliothèque nationale de France: cb13895026q (data)
- CiNii: DA06092792
- Gemeinsame Normdatei: 118917447
- International Standard Name Identifier: 0000 0001 1029 8320
- Library of Congress Control Number: n80097323
- Nationale Bibliotheek van Letland: 000183737
- MusicBrainz: c2c73418-f40b-445d-bb8a-c53f34b0d98c
- Bibliotheek van het Japanse parlement: 001309551
- Nationale Bibliotheek van Tsjechië: jn19990003226
- Nationale bibliotheek van Australië: 36188396
- Nationale Bibliotheek van Israël: 987007262583605171
- Nationale Bibliotheek van Polen: a0000001261434
- Nationale en Universitaire bibliotheek Zagreb: 000327282
- Nederlandse Thesaurus van Auteursnamen: 091435102
- Réseau des bibliothèques de Suisse occidentale: 02-A000078787
- Istituto Centrale per il Catalogo Unico: TO0V001637
- LIBRIS: 364646
- Système universitaire de documentation: 094539200
- Trove: 1226138
- Virtual International Authority File: 76500260
- WorldCat: E39PBJgXdYwGmMpbjKPpqWRdwC